# 侍

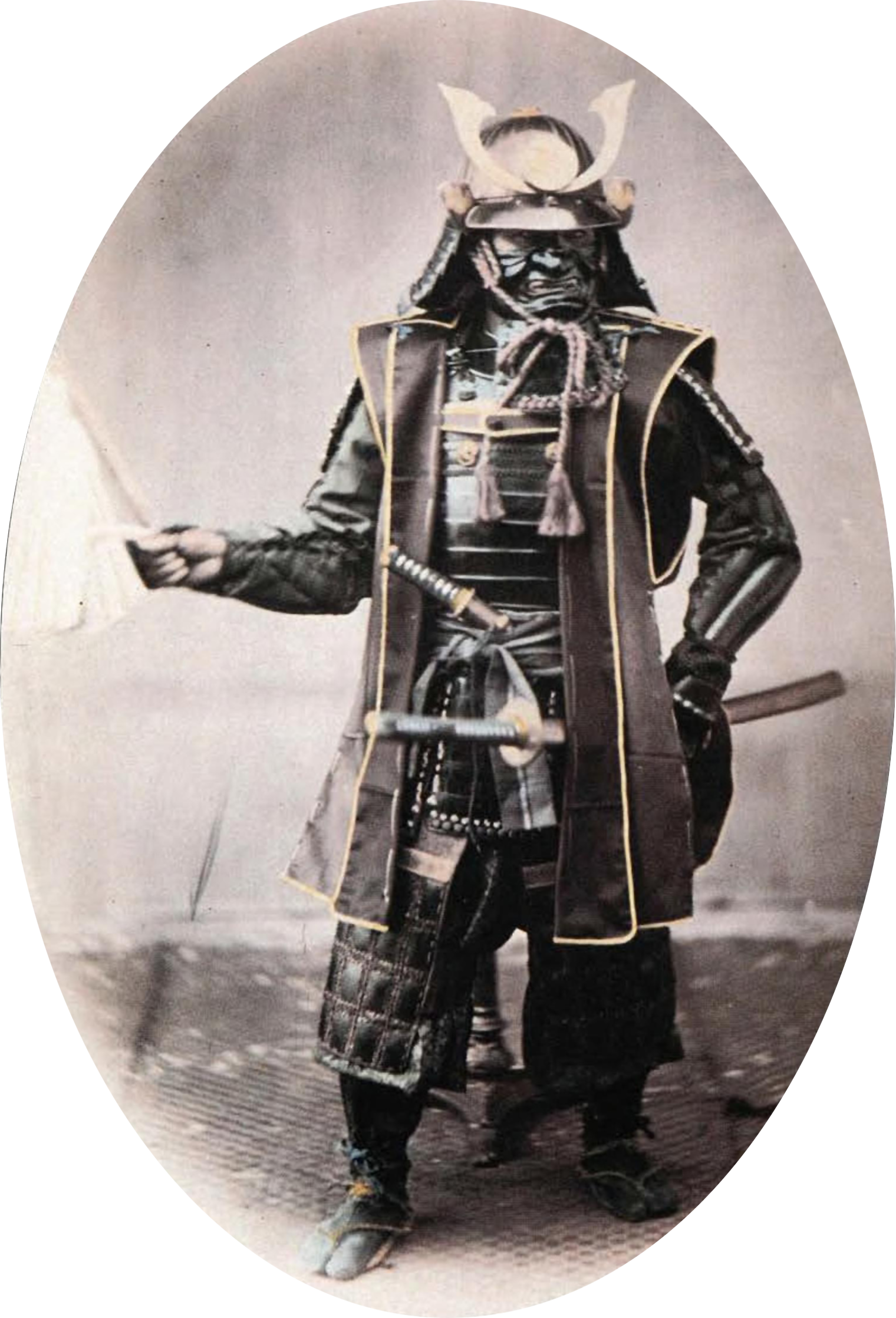
身着日本盔甲的侍，1860年代。Felice Beato手工上色的照片。

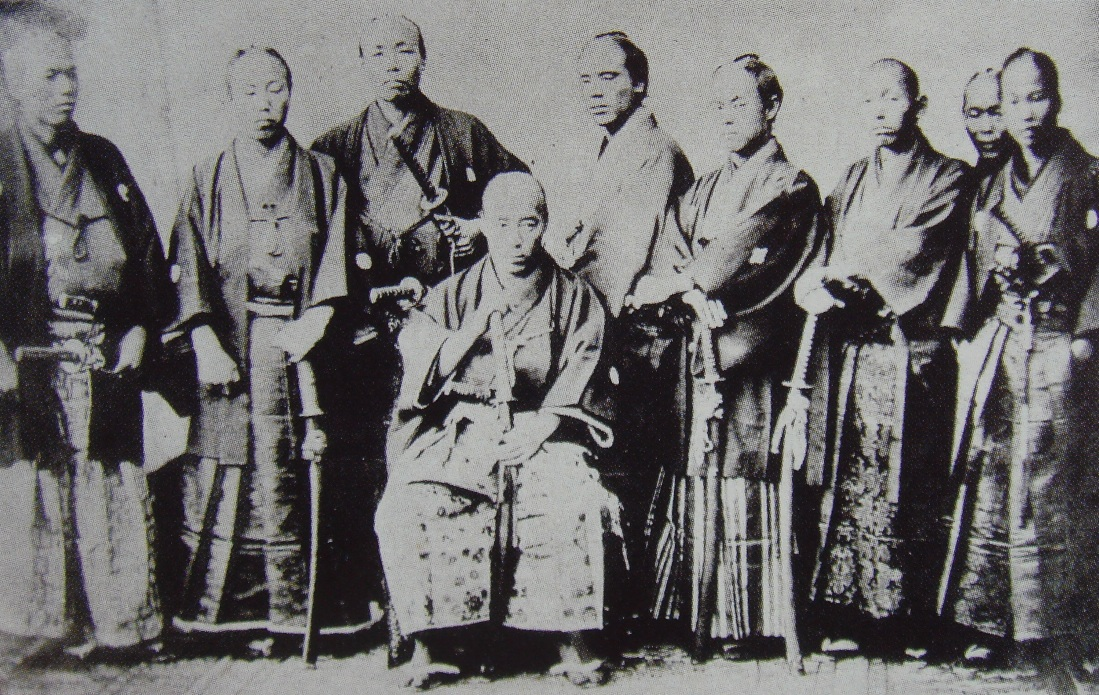
1860年代左右的侍

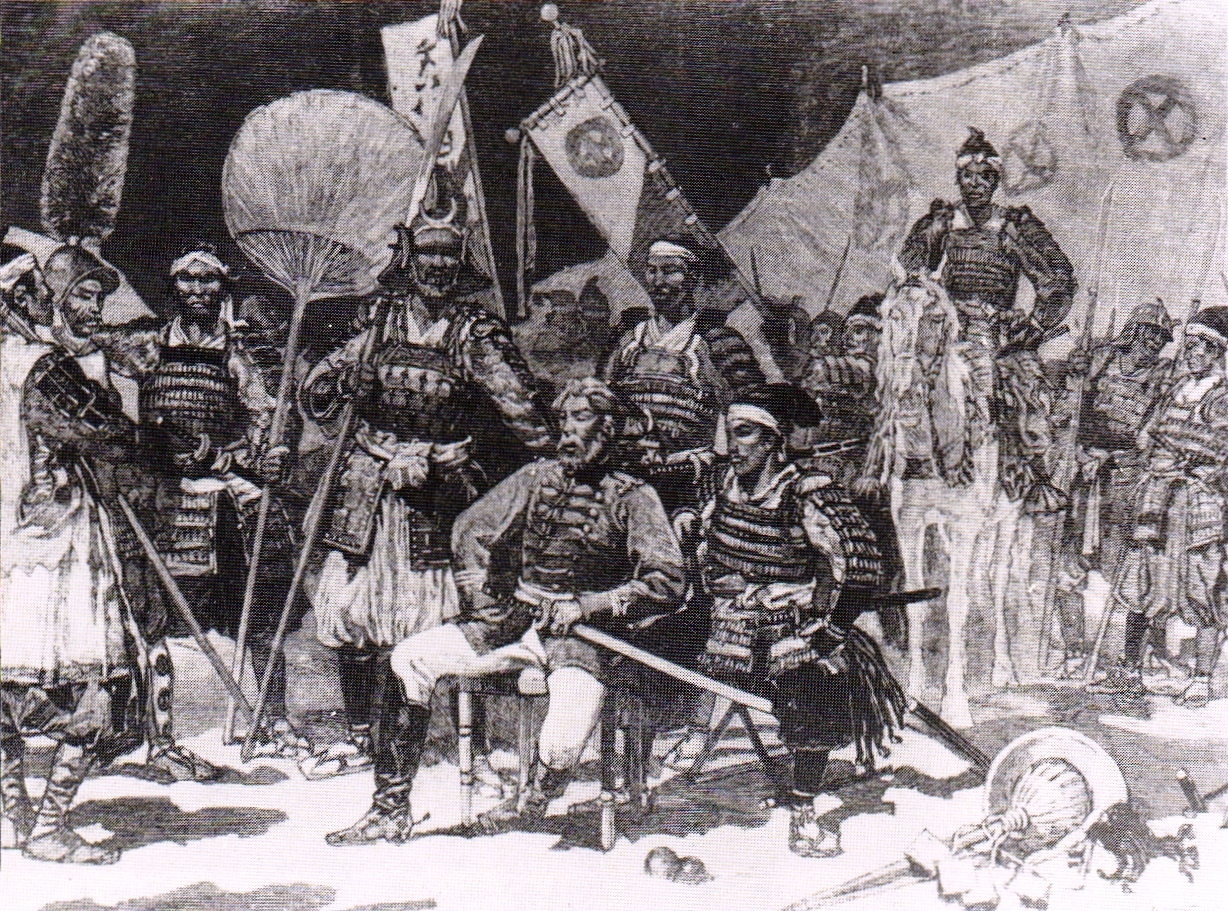
1877年西南戰爭期间，西鄉隆盛（落座，西方制服），被他身着侍制服的官员围绕着。

侍是日本权门体制时代到江户时代之间，軍官和軍隊貴族的一个階級。在日文中，侍常稱“武士”或者“武家”。到了12世纪左右，“侍”和“武士”的意思几乎完全相同，词语本身和中高阶军人密切相关。侍通常会服侍氏族和他们的族长，受训成为軍事戰術和大战略的军官。虽然侍的数量在当时日本占到不到10%，但他们的思想的身影在如今的现代社会、日本当代武术依然存在。